# Claire (zangeres)

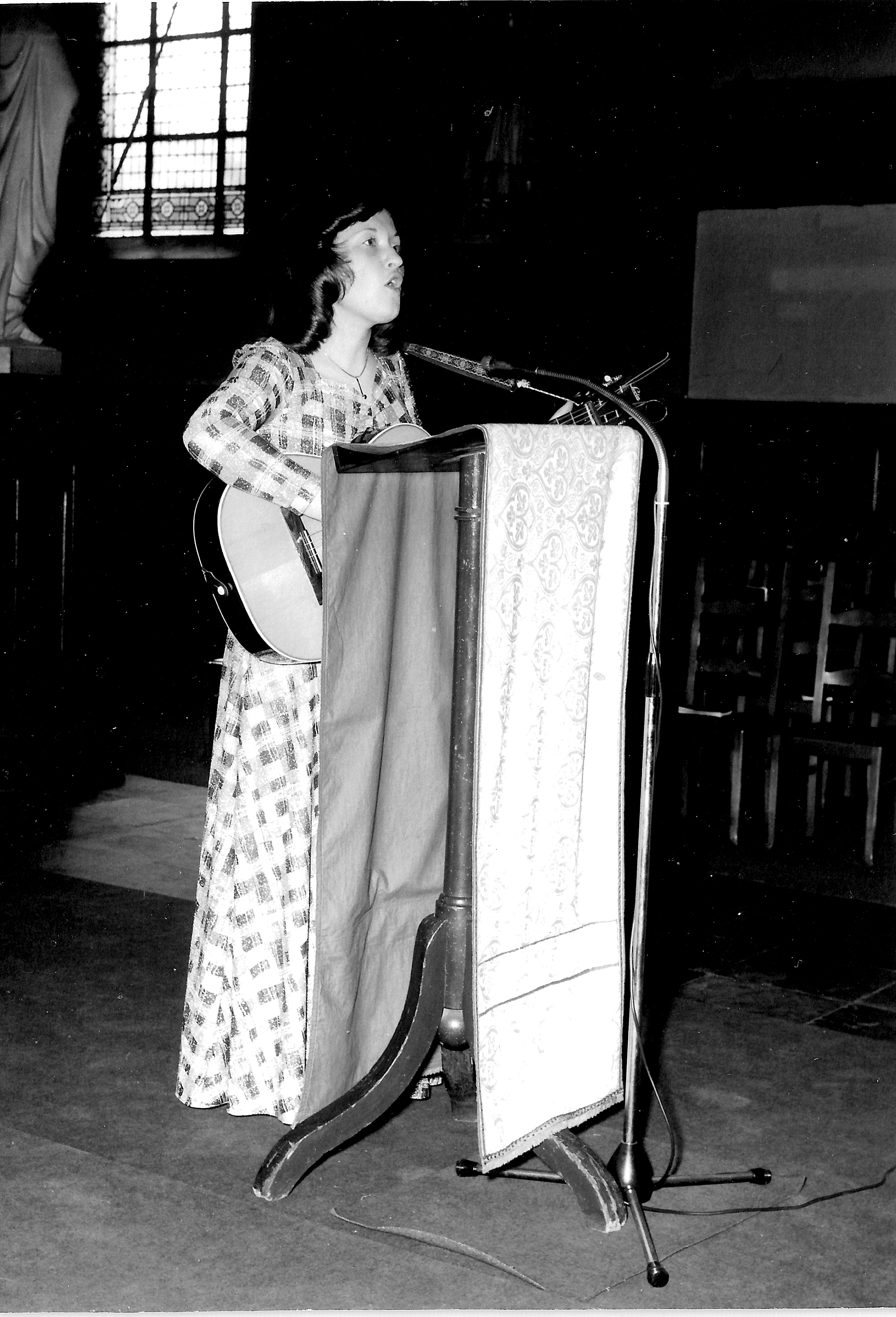
Claire bij het begin van haar carrière in de Sint-Columbakerk te Deerlijk

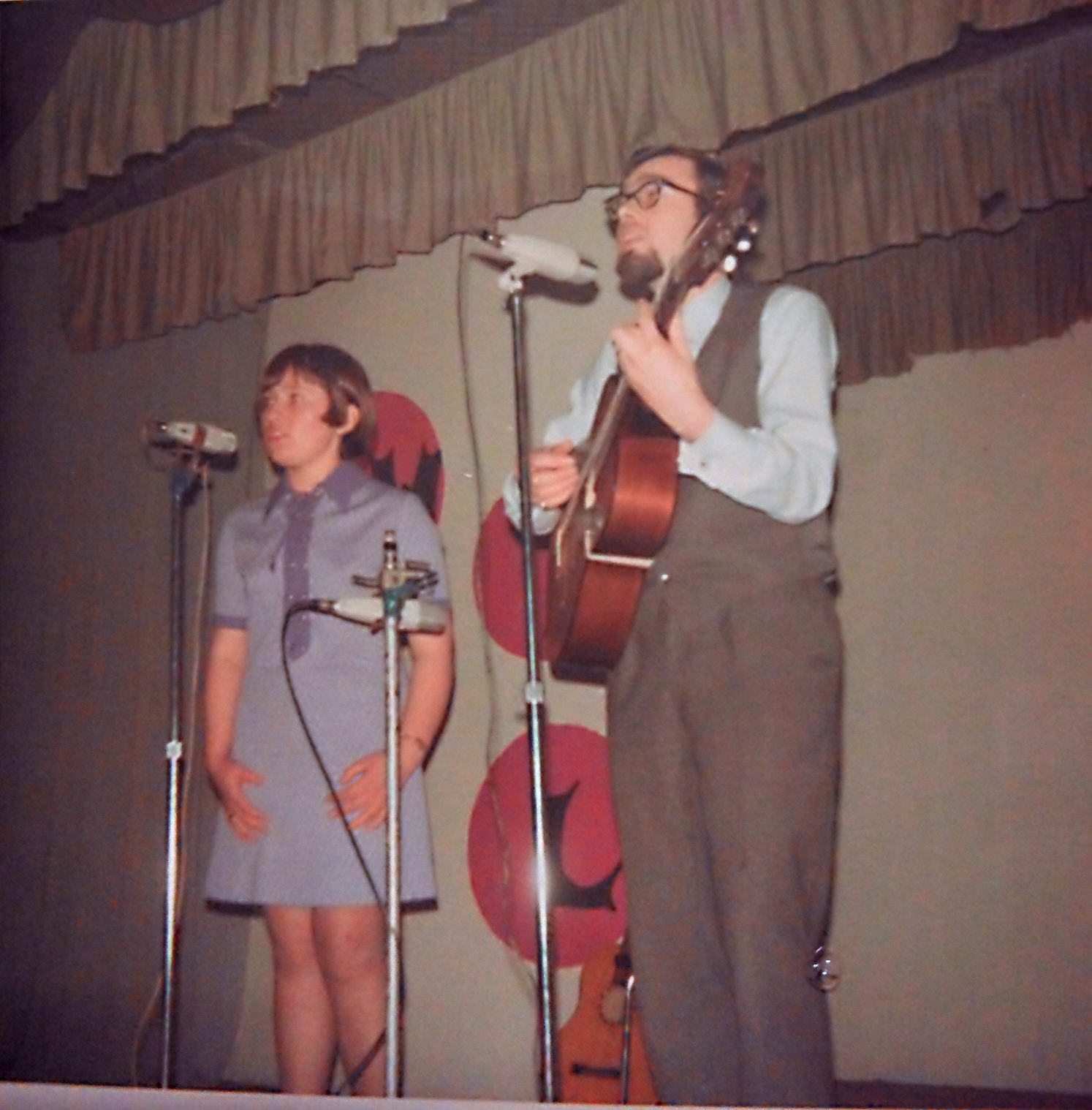
Claire en Miel Cools bij een optreden te Deerlijk in april 1970

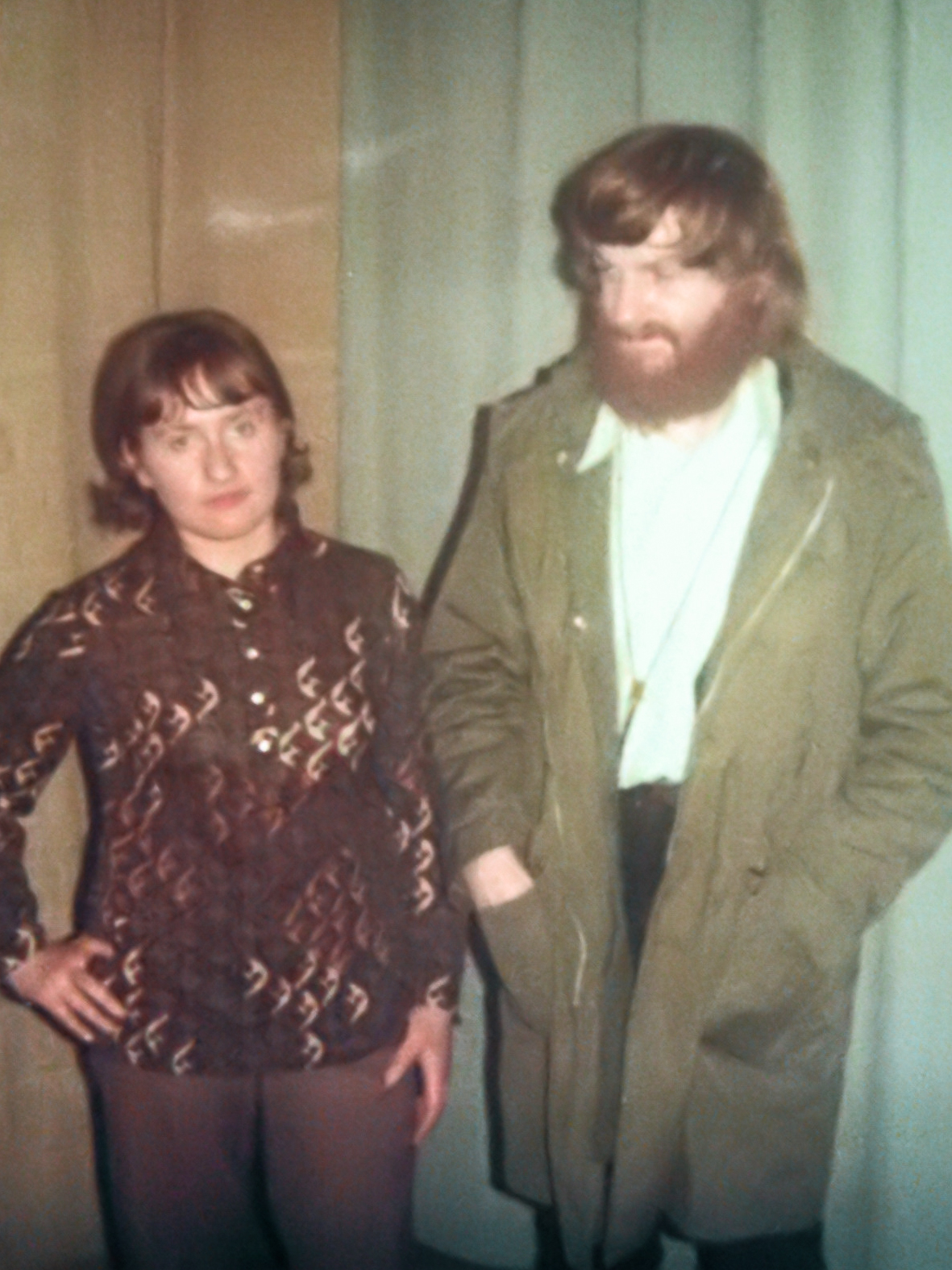
Claire met Willem Vermandere na een optreden te Deerlijk in 1971

Claire Vanhonnacker (Waregem, 17 oktober 1953 – Buggenhout, 8 november 1992) was een Vlaamse zangeres. Ze is bekend geworden met nummers als Vreemde Vogels en Op de purp're hei (met Henk van Montfoort).

## De beginjaren
Claire was het derde van vier kinderen in het gezin van Frans en Maria Van Assche. Ze doorliep de lagere school op de Statiewijk te Deerlijk, vanwaar ze afkomstig was.
Reeds tijdens haar humaniora te Waregem luisterde Claire als solist en voorzanger de misvieringen op. Haar zangtalent kwam tot uiting in de KLJ (Katholieke Landelijke Jeugd). Ze verzorgde voor deze en andere jeugdbewegingen optredens en zong ook op feesten. Daarbij begeleidde ze zichzelf op een klassieke gitaar. Door deel te nemen aan zangwedstrijden, op te treden in het voorprogramma van kleinkunstfestivals en bij andere gelegenheden (zoals voor gehandicapten), viel de zangeres steeds meer op en werd ze in ruimere kring bekend.
Rond 1970 mocht ze het voorprogramma verzorgen van Miel Cools, Will Ferdy en van Willem Vermandere. Nog in dezelfde periode vond Claire een begeleidingsgroep in het Meens kleinkunstensemble Terpsichoree. Met deze groep nam ze ook een single op. Die flopte echter en al na een jaar verliet ze wegens muzikale meningsverschillen het ensemble.
Hierna volgden nog enkele optredens met De Vaganten, samen met Lea Couzin en Marleen. In 1972 trad Claire zelfs op in de gevangenis van Gent. Het optreden maakte deel uit van een gevangenisshow, die nadien nog in verschillende andere Belgische gevangenissen werd opgevoerd. Naast zang omvatte de show ook voordracht, sketches, kolder, enz.

## Winst bij Ontdek de Ster en Tienerklanken
In de gevangenisshows bracht Claire onder meer ook een versie van Suzanne van Leonard Cohen. In 1973 behaalde ze met dit lied een tweede plaats – na Sofie – in de Ontdek de ster-wedstrijd op de BRT. Eerder dat jaar was ze al eens tweede geworden in het programma Singe Sange Jo, een onderdeel van Tienerklanken waarbij alleen artiesten met Nederlandstalig oeuvre aan bod kwamen en met als presentator Jo met de Banjo (Jo De Clercq). Tussenin bleef ze nog plaatselijk optreden. Zo deed ze in de Deerlijkse sporthal het voorprogramma van de toen heel populaire Duitse zanger Freddy Breck en in Waregem was er een optreden, onder meer samen met de opkomende Urbanus van Anus.

## Vreemde Vogels
Claire wilde nu van zingen haar beroep maken en tegelijk van kleinkunst overschakelen naar het luisterlied. Ook wilde ze graag een plaat opnemen. Een West-Vlaamse zakenman werd haar manager en bracht haar in contact met Walter Ertvelt. Deze Gentse tekstschrijver en producer nam met haar Vreemde Vogels op, zijn Nederlandstalige bewerking van het nummer Rhinestone Cowboy van Larry Weiss, een wereldhit destijds van Glen Campbell. Een eerste versie die het origineel dicht benaderde werd niet weerhouden, hoewel nogal wat bekende namen meewerkten. Zo was het arrangement van Luc Smets, destijds zanger bij The Pebbles, en deden de zussen Patricia, Bianca en Stella Maessen, die de op dat moment bekende meidengroep Hearts of Soul vormden, de achtergrondzang.
Martin De Haeck, huisarrangeur en -producer bij Monopole Records, werd bij het project betrokken en nam samen met Walter Ertvelt en de zussen Maessen een nieuwe versie op van Vreemde Vogels.
Deze versie werd een grote hit. In korte tijd werden 70.000 exemplaren verkocht. In juli-augustus 1975 stond de single een week op nummer 1 in de BRT Vlaamse top-10 en vijf weken in de BRT Top 30. In Nederland werd het geen hit.

## Op de purp're hei
In de daarop volgende jaren verschenen nog diverse singles, waarvan ook Op de purp're hei (met Henk van Montfoort) een topper werd. Met deze bewerking van een lied van Armand Preud'homme stond Claire twee weken op de hoogste plaats van de BRT Vlaamse top-10. Met Nostalgie (weliswaar op dat moment nog niet op plaat uitgebracht) won Claire in 1976 de Gouden Sirene, het toernooi van het Belgische lied.

## De elpee Luister naar mij
In 1978 verscheen de elpee Luister naar mij. Hierop stonden zes nieuwe nummers die eerder nog niet op single waren verschenen. Ook verschenen nummers van Claire op diverse verzamelplaten.
De nummers in Claires repertoire waren meestal covers (eigen versies) van Amerikaanse en Franstalige nummers, maar ook Nederlandstalige nummers zoals bijvoorbeeld van Jan Puimège. Overigens werden diverse nummers die ze tijdens haar optredens ten gehore bracht nooit opgenomen.
Overal in Vlaanderen stond de zangeres op het podium en ze verkocht heel wat platen. Haar ouders – bekende melkventers in Claires thuisdorp Deerlijk – hadden hier een groot aandeel in; op hun klantenronde verkochten ze platen en deelden foto’s uit met de beeltenis van hun dochter. 
Hieronder enkele voorbeelden van zo'n promotiefoto's, waarvan enkele gesigneerd:

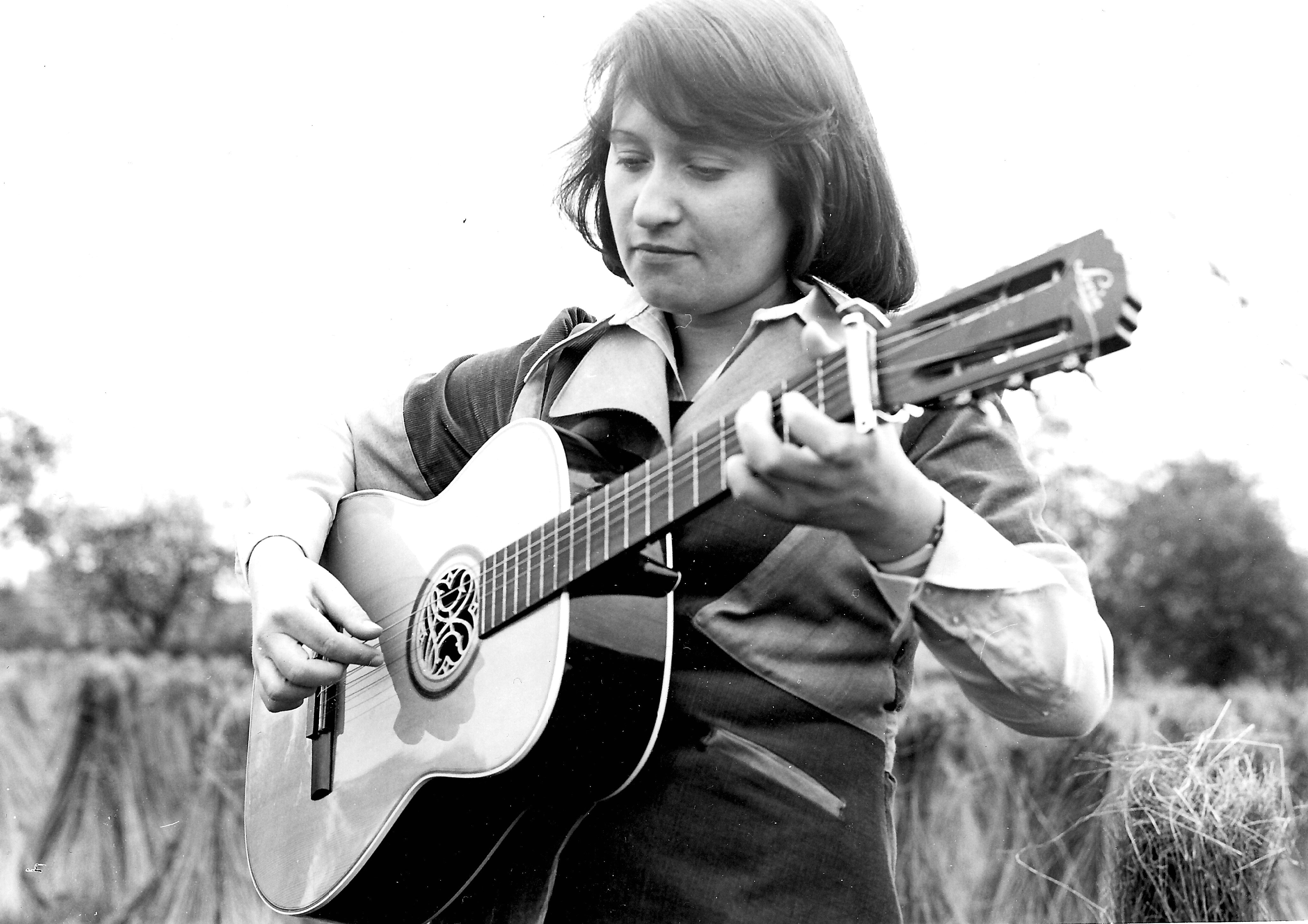

## Laatste jaren in de showbizz
Rond 1980 hield Claire het voor gezien in de showbizz, naar eigen zeggen omdat ze er nooit haar draai kon vinden. Professioneel zangeres worden trok haar niet meer aan. Ze was trouwens al die tijd bij De Post blijven werken als bediende. Occasioneel stond ze nog eens in de spotlights, zoals in het programma 1 om terug te zien op VTM (zie bij de Externe links).
In de privésfeer bleef Claire wel nog veel optreden. Op elk trouwfeest van familieleden stond ze garant voor de gezangen en ze kon ook geboekt worden voor trouwfeesten van andere mensen. Intussen stortte Claire zich zelf op het huwelijk en het gezinsleven en vestigde zich te Hofstade (Oost-Vlaanderen).
Samen met haar man en een bevriend echtpaar kwam zij in 1992 op 39-jarige leeftijd om het leven bij een verkeersongeval in Buggenhout.

## Kinder- en jongerenkoor Maria's Vreugd
In 1986 stichtte de Beverse zangeres Carine Viaene samen met Claire te Deerlijk het kinder- en jongerenkoor Maria's Vreugd. Op uitnodiging van de toenmalige pastoor van de Sint-Columbaparochie kwamen de zangeressen op kerstavond 1985 samen met enkele kinderen om de kerstavondviering op te luisteren. In de volgende jaren werd de zanggroep in eigen gemeente regelmatig gevraagd voor de vieringen op zondag. Het koor gaf ook verschillende concerten, soms tot ver buiten de gemeentegrenzen. Het werd opgedoekt in 2017.

## Hommage
Op zaterdag 9 en zondag 10 februari 2013 was er naar aanleiding van het 20-jarig overlijden van Claire te Deerlijk een hommageconcert, in een organisatie van het plaatselijke Sint-Ceciliakoor (Volta en het PZK Sint-Lodewijk). Dit koor bracht in samenwerking met nationale en lokale vedetten (Connie Neefs, Margriet Hermans, Marleen Putman, Carine Viaene, Ignace Baert, Marino, Saskia en Monique Naessens) in een aangepast arrangement nummers van Claire. Daarnaast was er een kleine fototentoonstelling.

## Straatnaam
In januari 2021 besliste de gemeente Deerlijk om een straat te vernoemen naar Claire: de Claire Vanhonnackerstraat. Deze straat maakt deel uit van een verkaveling in de omgeving van het ouderlijke huis van de zangeres.

## Discografie

### Met de groep Terpsichoree
- De man en de zee / Kikvorsman (7" single Philips 6021 033 van 1971)

### Als Claire
7" singles:
- Vreemde Vogels / Bona Conscientia (Monopole S.429 van 1975 en 1976 & Monopole Special-Passe Partout 280 van 1976: drie versies. Er zijn door het succes meerdere reeksen geperst met verschillende hoesfoto's)
- Moeder / Fantasie (Monopole S.479 van 1976)
- Land van liefde / Zeven jaar (Monopole S.509 van 1976)
- Op de purp're hei / Als de klok van Arnemuiden (Monopole S.529 van 1977) (duet met Henk van Montfoort)
- Zing, kinderen, zing / Hand in hand (IBC-EMI 4B006 23703 van 1977)
- Zondag zonder zorgen / Als jij mij hier achterlaat (IBC-EMI 4B006 23717 van 1978)
- Stil geluk / Marie (IBC-EMI 4B006 23798 van 1978)
- Wat ik jou nog zeggen wou / Zonder jou (Parsifal 1031 van 1981)

Elpee:
- Luister naar mij (Monopole MLP818 van 1978): Vreemde Vogels, Land van liefde, Herfst, Meisjes van dertien, Bona conscientia, Moeder, Nostalgie, Kom wees lief, Fantasie, Luister naar mij, Zeven jaar, Laat mij een droom

Op de verzamelplaten Feesten & fuiven (Monopole):
- Volume 1: Op de purp're hei, Als de klok van Arnemuiden (beide met Henk van Montfoort)
- Volume 2: Korenbloemen blauw (met Henk van Montfoort), Tulpen uit Amsterdam
- Volume 3: De lichtjes van de Schelde, Het hutje bij de zee, Dans je de hele dag met mij
- Volume 4: Aan de kaai in 't schipperskwartier (met Henk van Montfoort), Samba hier, samba daar
- Volume 5: De postkoets, De appeltjes van oranje (met Henk van Montfoort), Rode rozen (met Henk van Montfoort)

Op meerdere verzamelplaten (diverse labels): meer details zijn te vinden op de site Muziekarchief.be (zie de externe links)
- Vreemde Vogels staat bv. op De Pré Historie, 1975, volume 2 (EVA) en de 5-cd boxen 100 Kleinkunst Klassiekers en 100 Vlaamse Klassiekers (Universal 2007). Op laatstgenoemde box is tevens Op de purp're(n) hei terug te vinden.
- 't Is goed in 't eigen hert te kijken, Bidden, Dat wij nog kerstmis kunnen vieren, De zachte klaarte en Mensenogen op Liedekens bij kaarslicht (Edb-01 1985)
- De meeste van de eerder op single uitgebrachte nummers en De stille Kempen, dat niet op single uitkwam

## Radio, televisie, pers
- Radio: diverse optredens en interviews, onder meer bij Jos Ghysen (Omroep Limburg). Vooral het nummer Vreemde Vogels is nu nog af en toe te horen op de radio.
- Televisie: Optredens in Singe Sange Jo (onderdeel van Tienerklanken) en Ontdek de Ster (1973) en wellicht ook bij de voorstelling van Vreemde Vogels (1975), hoewel van dit laatste niets meer terug te vinden is. Een fragment van zo'n 13 minuten uit het programma Hallo met Henk, opgenomen in het Cultureel Centrum te Hasselt op 14 mei 1977, blijkt het enige nog bestaande VRT- (BRT-)beeldmateriaal te zijn waarop Claire te zien is. Dit fragment is ook te vinden op de dvd-box van 50 jaar televisie 1953-1999 deel 2 - disc 1. Hierin zingt Claire samen met het Hasselts a-capellakoor en onder meer Henk van Montfoort en Micha Marah een reeks Vlaamse liedjes: De gilde, Tineke van Heule, Wie ik nog een jongske was, Mijn schone Scheldeland, En we rijden, Vreugd, De poppenstoet, Limburg alleen, Wie zal er ons kindeke douwen en Op de purperen heide. Op VTM in 1 om terug te zien (rond 1990) trad Claire op met het nummer Vreemde Vogels.
- Pers: verscheidene interviews in tijdschriften en kranten als het Nieuwsblad, Zondagsblad en de Atlas uit de periode 1973-1980.